# Lagginbiwak
Das Lagginbiwak ist eine unbewirtschaftete Biwakschachtel der Sektion Monte Rosa des Schweizer Alpen-Clubs und liegt an der Ostseite von Fletschhorn und Lagginhorn.

## Geschichte
Das erste Lagginbiwak wurde 1958/1959 auf 2752 m gebaut und am 31. März 1981 durch eine Staublawine zerstört. Am 14. September 1983 wurde das heutige Biwak eröffnet.

## Zustieg
- von Gabi 1320 hm, 4,0 Std.[3]

## Nachbarhütten
- Weissmieshütte
- Almagellerhütte

## Touren
- Fletschhorn 3985 m
- Lagginhorn 4010 m
- Tällihorn 3448 m[4]

## Karten
- Landeskarte Schweiz LK50 274 VISP (1:50.000)[5]
- Landeskarte Schweiz LK25 309 Simplon (1:25.000)[6]